# Hudson (Software)
Hudson war ein erweiterbares, webbasiertes System zur kontinuierlichen Integration bei der Softwareentwicklung, dessen Weiterentwicklung 2016 zugunsten von Jenkins eingestellt wurde. Hudson ist in Java geschrieben, läuft in beliebigen Servlet-Containern und lässt sich durch eine Vielzahl von Plugins erweitern. Hudson wurde in erster Linie von Kohsuke Kawaguchi, einem Mitarbeiter von Sun Microsystems, entwickelt. 2008 gewann Hudson auf der Konferenz JavaOne den Duke’s Choice Award in der Kategorie Developer Solution. Kawaguchi verließ das Unternehmen, nachdem es im Jahre 2010 von Oracle übernommen worden war. Oracle ließ im selben Jahr Hudson als Marke eintragen. Wegen verschiedener Probleme zwischen den Entwicklern und Oracle, insbesondere wegen des Namensrechts, wurde ein Fork namens Jenkins initiiert. Hudson war ein Top-Level-Projekt bei der Eclipse Foundation. Der im Februar 2016 angekündigte Release 3.4.0 wurde nie veröffentlicht und das Projekt im Februar 2021 in das Archiv der Eclipse Foundation überführt.